# Where Have You Been
«Where Have You Been» — песня барбадосской певицы Рианны с её шестого студийного альбома Talk That Talk (2011). Авторами песни являются Эстер Дин, Лукаш Готвальд, Генри Уолтер, Джефф Мак и Кельвин Харрис, который также является продюсером трека совместно с Dr. Luke и Cirkut. Композиция «Where Have You Been» была выпущена 8 мая 2012 года в качестве третьего международного сингла с альбома. Песня относится к жанрам данс-поп, техно и хаус, с включениями транс, R&B и хип хопа. Мелодия основана на «жестких, бросающих в дрожь синтезированных звуках». Лирическое повествование происходит от лица женщины, находящейся в поисках партнера, который будет её радовать.

## Список композиций
- Цифровой контент (Digital download)

1. «Where Have You Been» — 4:03

- CD-сингл, выпущенный в Германии, Австрии и Швейцарии[1][2]

1. «Where Have You Been» (Album Version) — 4:02
2. «Where Have You Been» (Hector Fonseca Radio Edit) — 3:57

- Международный мини-альбом Remixes EP

1. «Where Have You Been» (Hardwell Club Mix) — 6:34
2. «Where Have You Been» (Papercha$er Remix) — 6:35
3. «Where Have You Been» (Hector Fonseca Radio Edit) — 3:57
4. «Where Have You Been» (Vice Edit) — 3:39

- Мини-альбом Remixes EP, выпущенный в США

1. «Where Have You Been» (Hardwell Club Mix) — 6:34
2. «Where Have You Been» (Hardwell Instrumental) — 6:34
3. «Where Have You Been» (Papercha$er Remix) — 6:35
4. «Where Have You Been» (Papercha$er Instrumental) — 6:34
5. «Where Have You Been» (Hector Fonseca Radio Edit) — 3:56
6. «Where Have You Been» (Hector Fonseca Remix) — 8:00
7. «Where Have You Been» (Hector Fonseca Dub) — 6:38
8. «Where Have You Been» (Vice Club Mix) — 5:35
9. «Where Have You Been» (Vice Instrumental) — 5:36

## Музыкальное видео
Музыкальный клип на песню «Where Are You Been» был снят 7 марта, 8 марта и 9 марта 2012 года в Лос-Анджелесе, штат Калифорния. Режиссёр клипа — Дейв Мейерс. В ролике представлена хореография Nadine «Hi-Hat» Ruffin, которая ранее работала с Рианной в ее спектаклях «Грэмми» и BRIT Awards.
Видео получило 4,93 миллиона просмотров за первые 24 часа. Ролик получил положительные отзывы от критиков, и многие отметили, что Рианна использовала более углублённую хореографию, хотя ранее не делала расширенные танцевальные сцены.
Видео получило две номинации MTV Video Music Award, в том числе « Лучшее хореографическое видео» и «Лучшие визуальные эффекты».

## Участники записи
Запись
Записано в Eightysevenfourteen Studios, Лос-Анджелес, Калифорния ; Eyeknowasecret Studio, Брентвуд, Калифорния .
Образец
Содержит элементы из композиции " I’m Been Everywhere ", написанной Джеффом Маком в рамках Unichappel Music Inc (BMI).
Персонал
- Вокал- Рианна
- Написание песни — Эстер Дин , Лукаш Готвальд , Кельвин Харрис , Генри Уолтер , Джефф Мак
- Производство, инструменты, программирование — Dr. Luke , Циркут , Кэлвин Харрис
- Вокальное проектирование и запись — Кук Харрелл , Маркос Товар
- Помощник по записи вокала — Дженнифер Росалес
- Звукорежиссёр — Aubry «Big Juice» Delaine, Клинт Гиббс
- Сведение- Serban Ghenea

Музыкальное видео
- Дейв Мейерс через Radical Media — режиссёр
- Дэнни Хил — фотограф
- Hi-Hat — хореография
- Мел Оттенберг — стилист гардероба
- Адам Сельман — сценограф

## Живые выступления
13 февраля 2012 года Рианна впервые выступила с концертом «Where Have You Been» в рамка 54-й церемонии «Грэмми» 2012 года вместе с песней «We Found Love». 15 апреля 2012 года Рианна исполнила песню на фестивале Coachella Valley, снова вместе с «We Found Love». 5 мая 2012 года Рианна исполнила песню на передаче Saturday Night Live в США. Она также исполнила песню в 2012 году в Нью-Йорке. Спектакль прошел в стиле Клеопатры.. Певица исполнила песню на American Idol сезон 11 финала 23 мая 2012 года. Рианна исполнила «Where Have You Been» на Radio 1’s Hackney Weekend 24 июня 2012 года, это была её десятая песня из сет-листа. Она также исполнила песню на MTV Video Music Awards 2016 года.

## Хронология релиза
| Страна                    | Дата        | Формат                        |
| ------------------------- | ----------- | ----------------------------- |
| Соединённые Штаты Америки | 8 мая 2012  | Contemporary hit radio        |
| Соединённые Штаты Америки | 22 мая 2012 | Digital download — Remixes    |
| Германия                  | 25 мая 2012 | CD-сингл и Digital Remixes EP |
| Великобритания            | 27 мая 2012 | Digital Download — Remixes    |
| Соединённые Штаты Америки | 28 мая 2012 | Adult contemporary radio      |

## Чарты
| Чарты (2012)                               | Рекордная позиция |
| ------------------------------------------ | ----------------- |
| Австралия (ARIA Top 50 Singles)            | 6                 |
| Австрия (Ö3 Austria Top 40)                | 20                |
| Бельгия (Ultratop 50 Flanders)             | 9                 |
| Бельгия (Ultratop 50 Wallonia)             | 6                 |
| Бразилия (Hot 100 Airplay)                 | 37                |
| Бразилия (Brazil Hot Pop)                  | 1                 |
| Болгария (IFPI)                            | 3                 |
| Канада (Canadian Hot 100)                  | 5                 |
| Чешская Республика (Rádio Top 100)         | 5                 |
| Дания (Tracklisten)                        | 4                 |
| Finnish Download Chart                     | 13                |
| Франция (SNEP)                             | 2                 |
| Германия (Media Control)                   | 17                |
| Греция (IFPI Greece)                       | 5                 |
| Гондурас (Honduras Top 50)                 | 4                 |
| Венгрия (Rádiós Top 40)                    | 2                 |
| Исландия (Lagalistinn)                     | 13                |
| Ирландия (IRMA)                            | 8                 |
| Израиль (Media Forest)                     | 2                 |
| Япония (Billboard Japan Hot 100)           | 21                |
| Япония (The Official Lebanese Top 20)      | 4                 |
| Мексика (Monitor Latino)                   | 1                 |
| Мексика (Billboard International)          | 1                 |
| Нидерланды (Single Top 100)                | 15                |
| Новая Зенландия (Recorded Music NZ)        | 4                 |
| Норвегия (VG-lista)                        | 8                 |
| Португалия (Billboard)                     | 2                 |
| Румыния (Airplay 100)                      | 28                |
| Шотландия (Official Charts Company)        | 4                 |
| Словакия (Rádio Top 100)                   | 16                |
| Южная Корея (Gaon Chart)                   | 24                |
| Испания (PROMUSICAE)                       | 16                |
| Швеция (Sverigetopplistan)                 | 27                |
| Швейцария (Schweizer Hitparade)            | 15                |
| Великобритания (OCC UK Singles)            | 6                 |
| Великобритания (OCC UK Dance)              | 1                 |
| США (Billboard Hot 100)                    | 5                 |
| США (Billboard Adult Pop Airplay)          | 20                |
| США (Billboard Dance Club Songs)           | 1                 |
| США (Billboard Hot R&B/Hip-Hop Songs)      | 56                |
| США (Billboard Latin Pop Airplay)          | 4                 |
| США (Billboard Pop Airplay)                | 3                 |
| США (Billboard Tropical Airplay)           | 20                |
| США (Billboard Rhythmic)                   | 1                 |
| Venezuela Pop Rock General (Record Report) | 2                 |

| Чарты 2012 (2012)                    | Позиция |
| ------------------------------------ | ------- |
| Автранлия (ARIA)                     | 53      |
| Бельгия (Ultratop 50 Flanders)       | 39      |
| Бельгия (Ultratop 50 Wallonia)       | 25      |
| Канада (Canadian Hot 100)            | 26      |
| Дания (Tracklisten)                  | 29      |
| Франция (SNEP)                       | 23      |
| Греция (IFPI Greece)                 | 41      |
| Венгрия (Rádiós Top 40)              | 28      |
| Венгрия (Dance Top 40)               | 33      |
| Израиль (Media Forest)               | 6       |
| Ливан (The Official Lebanese Top 20) | 5       |
| Нидерланды (Dutch Top 40)            | 48      |
| Нидерланды (Mega Single Top 100)     | 55      |
| Новая Зенландия (RIANZ)              | 25      |
| Потльша (ZPAV)                       | 9       |
| Испания (PROMUSICAE)                 | 47      |
| Швеция (Sverigetopplistan)           | 51      |
| UK Singles (Official Charts Company) | 32      |
| США Billboard Hot 100                | 21      |
| США Dance Club Songs                 | 5       |
| США Latin Songs                      | 43      |
| США Pop Songs                        | 16      |
| Венесуэла (Record Report)            | 12      |